# Коронавірусна інфекція
Коронавірусна інфекція — вірусне антропонозне захворювання з групи гострих респіраторних вірусних інфекцій (ГРВІ), яке зустрічається в усі сезони року та характеризується ураженням верхніх відділів респіраторного тракту та незначно вираженою інтоксикацією із доброякісним прогнозом за винятком особливих варіантів — тяжкого гострого респіраторного синдрому (SARS, ТГРС), близькосхідного коронавірусного респіраторного синдрому та коронавірусної хвороби 2019 (COVID-19), спалах якої йде з пандемічним поширенням з 2019 року.

## Історичні відомості
Вперше коронавірус виділено в 1965 році англійськими вірусологами Д. Тайрелом та М. Біноєм від добровольця, який був заражений носовими виділеннями від хворого на гострий риніт. У 1968 році визнано нову родину — Coronaviridae. У 1975 році коронавірус також виявлено у випорожненнях дітей, що хворіли на гастроентерит.

## Актуальність
Частота гострих респіраторних захворювань коронавірусної етіології коливається від 4,5 до 10 % від усіх ГРВІ.

## Етіологія
До родини коронавірусів належить два роди — Coronavirus та Торовірус. Рід Coronavirus об'єднує більше десятка вірусів, що спричиняють захворювання у людей та тварин. За рецептурною специфічністю вони діляться на 3 групи:
1. група — людський коронавірус HCoV-229Е й віруси, що уражають свиней, собак, котів та кроликів.
2. група — людський коронавірус HCoV-ОС43 й віруси мишей, пацюків, свиней, великої рогатої худоби та індиків.
3. група — кишкові коронавіруси людини HCoV-NL63 і HCoV-HKU1, віруси курей та індиків.

Рід Torovirus об'єднує декілька вірусів, що спричинюють захворювання у великої рогатої худоби та людей.

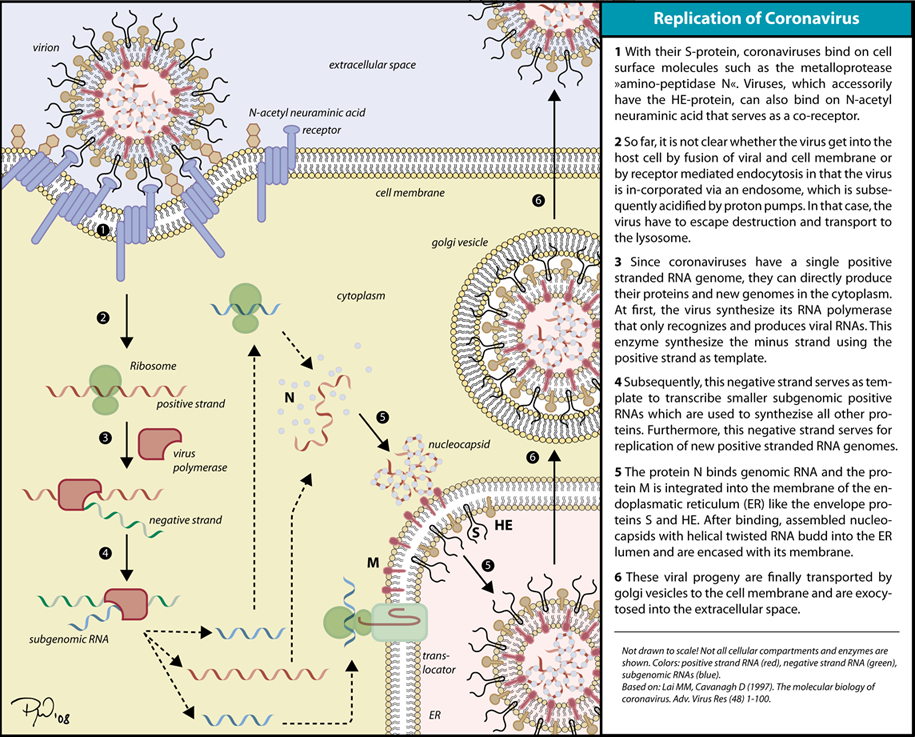
Цикл розвитку коронавірусів

Коронавіруси містять РНК, оболонку з ворсинками, яка прикріплюється до віріону за допомогою вузького стебла і розширюються до дистального кінця, нагадуючи сонячну корону під час затемнення (звідси і назва родини). У складі оболонки є 3 структурні білки: мембранний, трансмембранний, гемаглютиніни.
Усім коронавірусам притаманна здатність фіксувати комплемент у присутності гіперімунних сироваток або сироваток, отриманих від перехворілих людей. У довкіллі — нестійкі, руйнуються при температурі 56°С за 10-15 хвилин.
Детальніші відомості з цієї теми ви можете знайти в статті Коронавірус.

## Епідеміологічні особливості
Джерело інфекції хворий або носій коронавірусів. Механізм передачі — повітряно-крапельний. Сприйнятливість до вірусу вкрай висока, 80 % дорослих мають антитіла до коронавірусів. Пік захворюваності припадає на зимові місяці.

## Патогенез
Ще недостатньо вивчений. Коронавіруси зумовлюють переважно ураження верхніх дихальних шляхів. Лише у дітей є випадки ураження бронхів і легень.

## Клінічні ознаки
Згідно з Міжнародним класифікатором хвороб (МКХ) 10-го перегляду у блоці «Інші вірусні хвороби» виділяють В34.2 — «Коронавірусна інфекція не уточнена». Також класифікують «Коронавірусну інфекцію, яка спричиняє хвороби, класифіковані в різних рубриках» (B97.2). Можна класифікувати хворобу й до «Гострого ринофарингіту» (J00).
Інкубаційний період триває 2-5 днів. Клінічні ознаки неспецифічні. Хвороба може нагадувати захворювання, що їх спричиняють респіраторно-синтиціальна, парагрипозна або риновірусна інфекція. Характерні першіння або біль при ковтанні, чхання, помірний головний біль. Ведучим (а часто основним) симптомом є риніт. Температура тіла частіше нормальна або субфебрильна. Загальна тривалість захворювання 5-7 днів.
Може уражатися, особливо у дітей, не тільки верхні, але і нижні відділи дихального тракту, що виявляється кашлем, болем у грудній клітці при диханні, свистячими хрипами, утрудненням дихання. Вважають, що це вказує на певне значення коронавірусів як збудників, що сприяють розвитку пневмонії.
Детальніші відомості з цієї теми ви можете знайти в статті Коронавірусна хвороба 2019.
Детальніші відомості з цієї теми ви можете знайти в статті Тяжкий гострий респіраторний синдром.
Детальніші відомості з цієї теми ви можете знайти в статті Близькосхідний коронавірусний респіраторний синдром.

## Лабораторна діагностика
Подібна до інших ГРВІ. Застосовують РІФ, РНГА, ІФА, найточнішим методом діагностики є ПЛР.

## Лікування
Є патогенетичним і симптоматичним.

## Профілактика
Неспецифічна. Створено вакцини тільки проти Sars-Cov-2 — збудника коронавірусної хвороби 2019, тоді як проти антропонозних та інших зоонозних коронавірусів вакцин не створено.